# Pyrausta concoloralis
Pyrausta concoloralis là một loài bướm đêm trong họ Crambidae.